# Stenalcidia plumosa
Stenalcidia plumosa là một loài bướm đêm trong họ Geometridae.